# Horká zóna
Horká zóna (v anglickém originále Hot Zone) je 13. epizoda I. série sci-fi seriálu Hvězdná brána: Atlantida.

## Obsah epizody
Týmy vojáků i vědců procházejí Atlantidu a kontrolují případné škody způsobené během bouře. McKay se Zelenkou a dalšími lidmi se právě chystají vrátit do řídící místnosti, když zjistí, že dva členové jejich týmu chybí. Vzápětí slyší volání o pomoc. Oba naleznou kousek opodál, muž je již mrtev, žena v panice křičí, že je něco napadlo, bojuje s halucinacemi a pak umírá také. Jeden z vojáků využije zmatku a ze strachu z nakažení se od skupiny oddělí. Zelenka s McKayem se obávají, že by se mohlo jednat o virus, proto je na celé základně vyhlášena karanténa a k nakaženému týmu se připojí lékařský tým v čele s doktorem Becketem (všichni samozřejmě v ochranných kombinézách).
Sheppard, který je s Teylou zamčen v tělocvičně, trvá na tom, aby se mohl vydat hledat uprchlého vojáka a zabránit mu tak nakazit další. Doktorka Weirová nesouhlasí, ale Sheppard vydá rozkaz a proti její vůli se do záchranné operace pustí. Jakmile jej najdou, voják již ví, že je nakažen, neboť se už u něj projevily první příznaky – halucinace. V nestřeženém okamžiku skočí do transportéru a přenese se do jídelny. V tomtéž okamžiku se spustí ochranný program města, Atlantida rozpozná infekci (nezaregistrovala ji dříve, protože bezpečnostní systém byl v některých oblastech města pravděpodobně zničen) a město se začne uzavírat.
Mezitím McKay přijde na to, že inkubační doba viru je 4 hodiny. Umírají ti, co se setkali s již dříve nakaženými – všichni na mozkovou výduť. Další na řadě je Rodney McKay, zbývá již jen několik minut a tak se snaží v rychlosti sdělit co nejvíce svých nápadů a uspořádat své záležitost. Halucinace se však nedostaví a McKay přežije. Zjistí, že virus je ve skutečnosti nanovirus – miniaturní robot, který útočí na přesně vymezené místo těla a nepůsobí na lidi s antickým genem. Jelikož se jedná o stroj, bylo by možné jej zničit elektromagnetickým impulzem. První vyslaný impulz nemá dostatečnou sílu, proto se Sheppard vydá jumperem nad atmosféru, kde odpálí naquadahový reaktor. Nanoviry jsou elektromagnetickým výbojem zneškodněny a Atlantida se opět otevírá.

## Zajímavosti
V této epizodě není jisté, odkud se nanoviry vlastně vzaly. Někdo je musel vyrobit, ale kdo? Napadají pouze lidi bez antického genu, proto je zvažována možnost, že je vyrobili Antikové. Wreithské technologii se nepodobají, navíc způsobují smrt člověka, což by nebylo v zájmu Wraithů.